# 5th Maine Volunteer Infantry Regiment
Das 5th Maine Volunteer Infantry Regiment war ein Infanterie-Regiment der United States Army während des Amerikanischen Bürgerkrieges.

## Dienstzeit
Das 5th Maine Volunteer Infantry Regiment wurde am 24. Juni 1861 als eines der ersten freiwilligen Maine-Regimenter aufgestellt. Zu Beginn wurden 1046 Mann rekrutiert, rund 400 weitere sollten später folgen. Drei Kompanien stammten aus Portland, weshalb das Regiment das Forest City Regiment genannt wurde, da Portland zu dieser Zeit so bezeichnet wurde. Die Männer stammten aus allen Klassen und Berufsfeldern. Einige konnten eine Collegeausbildung vorweisen, andere verdienten ihren Lebensunterhalt als Farmer oder Fischer.
Bereits im Juli des gleichen Jahres wurde das Regiment mit dem Zug nach Washington verlegt. Nach der Ankunft wurde die Einheit dem 6. Corps der Army of the Potomac unterstellt und nahm an insgesamt 22 Gefechten teil. Bei der Schlacht um Rappahannock Station nahm das 5th Maine 1200 Gefangene und eroberte vier Flaggen der Konföderierten. Während des gesamten Krieges nahm es mehr Gefangene als es selbst Soldaten hatte.
Bei der Schlacht von Gettysburg stellte das Regiment mit seinen verbliebenen 340 Soldaten nur die Reserve und erlitt daher keine Verluste.
Am 27. Juli 1864 wurden lediglich 193 Mann ausgemustert. Die restlichen Soldaten waren gefallen, an Krankheiten gestorben, verletzt worden, hatten desertiert oder formten mit den Veteranen des 6th Maine Infantry Regimentes und vom 7th Maine Infantry Regiment das 1st Maine Veteran Volunteer Infantry Regiment.

## Gefechtsteilnahmen während des Amerikanischen Bürgerkrieges
- Erste Schlacht am Bull Run, Virginia – 21. Juli 1861
- West Point, Virginia – 7. Mai 1862 (Halbinsel-Feldzug)
- Gaines Mill, Virginia – 27. – 28. Juni 1862 (Halbinsel-Feldzug)
- Goldings Farm, Virginia – 27. – 28. Juni 1862 (Halbinsel-Feldzug)
- Malvern Hill, Virginia – 1. Juli 1862 (Halbinsel-Feldzug)
- Cramptons Gap, Maryland – 14. September 1862.
- Schlacht am Antietam, Maryland – 17. September 1862
- Schlacht von Fredericksburg, Virginia – 13. Dezember 1862
- Schlacht bei Chancellorsville – 1. – 4. Mai 1863
- Schlacht von Gettysburg, Pennsylvania 1. – 3. Juli 1863
- Funkstown, Maryland 10. Juli 1863.
- Rappahannock Station, Virginia 7. November 1863 (Bristoe-Feldzug)
- Locust Grove, Virginia 27. November (Mine Run Feldzug)
- Wilderness, Virginia 5. – 7. Mai 1864
- Schlacht bei Spotsylvania Court House, Virginia 7. – 20. Mai 1864
- North Anna, Virginia 23. – 27. Mai 1864.
- Schlacht von Cold Harbor, Virginia 31. Mai – 12. Juni 1864[1]

## Verluste
Über die genaue Anzahl der Gefallenen gehen die Aufzeichnungen auseinander. Von den insgesamt 1440 Mann, welche in der Einheit dienten, fielen 107 Soldaten im Gefecht, während weitere 77 infolge von Krankheiten starben. Eine andere Quelle spricht von insgesamt 137 Toten.